# Gefecht bei Bita Paka
Das Gefecht von Biti Paka fand am 11. September 1914 statt. Es markierte den Eintritt Australiens in den Ersten Weltkrieg und trug zur Kapitulation der Kolonie Deutsch-Neuguinea bei. Das Zentrum des Gefechts war eine deutsche Funkstation nahe der Stadt Rabaul auf der Insel Neubritannien (damals „Neupommern“). Die Australian Naval and Military Expeditionary Force (AN&MEF) kämpfte gegen die dort stationierten, von melanesischen Kräften unterstützten deutschen Truppen. Nach eintägigem Widerstand kapitulierten die Deutschen oder flohen nach Toma im Landesinneren. Für die deutsche Seite ließen circa dreißig Melanesier und ein Deutscher ihr Leben; die AN&MEF verlor sieben Soldaten.

## Ausgangslage

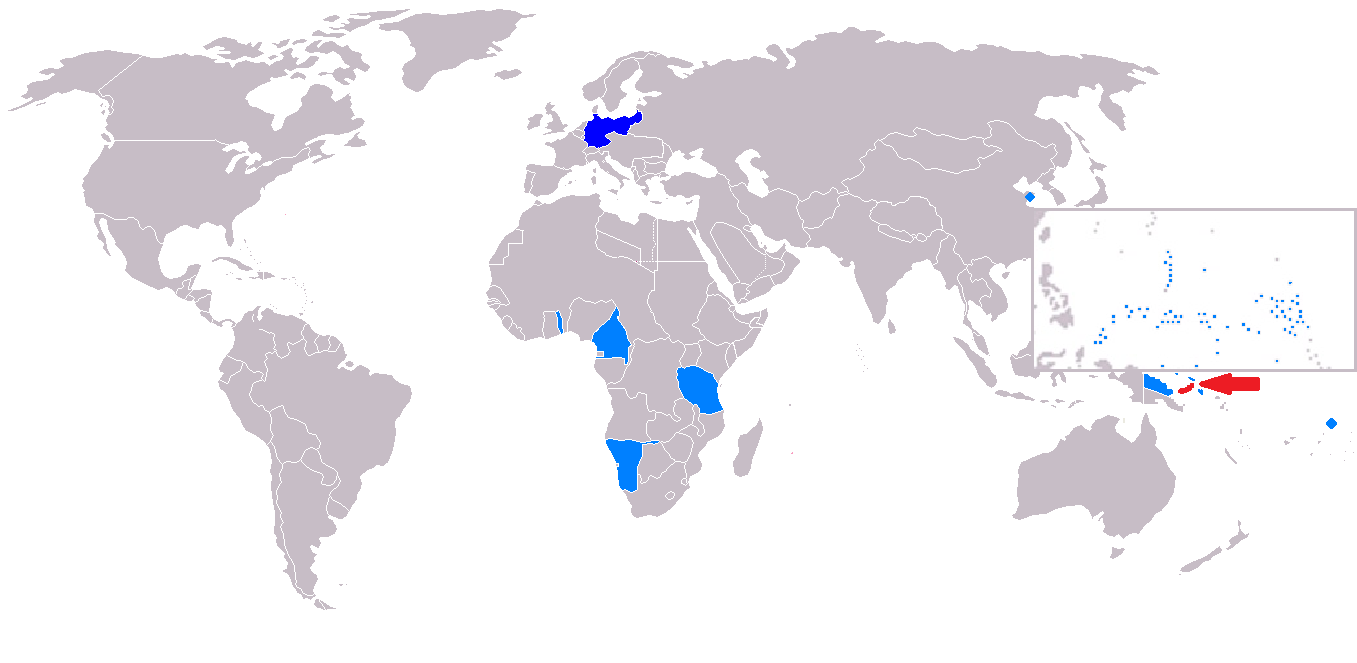
Deutsche Kolonien weltweit mit den Südsee-Besitzungen und Neupommern, rot markiert (Stand Anfang August 1914)

Am 28. Juli 1914 begann mit dem Ersten Weltkrieg die Urkatastrophe des 20. Jahrhunderts. Das Deutsche Reich hatte Kolonialgebiete in mehreren Teilen Afrikas, China und im Pazifik in Besitz gebracht. Im pazifischen Raum gehörten der nördliche Teil Papua-Neuguineas als Kaiser-Wilhelms-Land und der Bismarck-Archipel, des Weiteren die Marshall-Inseln, Nauru, Samoa, die Karolinen sowie Palau und die nördlichen Marianen zu den Kolonien des deutschen Kaiserreichs. Durch die Kriegserklärung Großbritanniens an das Deutsche Reich traten automatisch auch Australien und Neuseeland in den Ersten Weltkrieg ein und begannen mit der Eroberung der deutschen Kolonien im pazifischen Raum. Zur Besetzung Deutsch-Neuguineas wurde im August 1914 die Australian Naval and Military Expeditionary Force (AN&MEF) formiert.

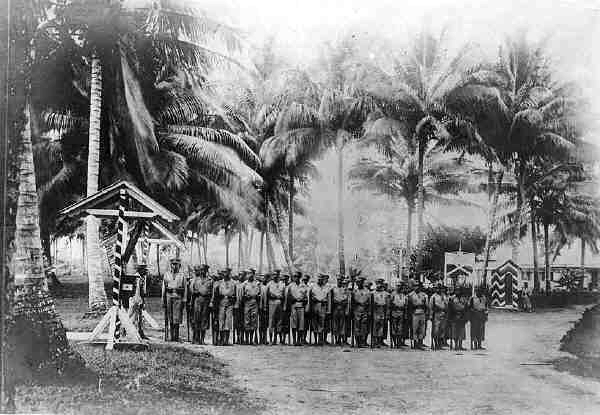
Melanesische Rekruten in Deutsch-Neuguinea kurz vor Kriegsbeginn

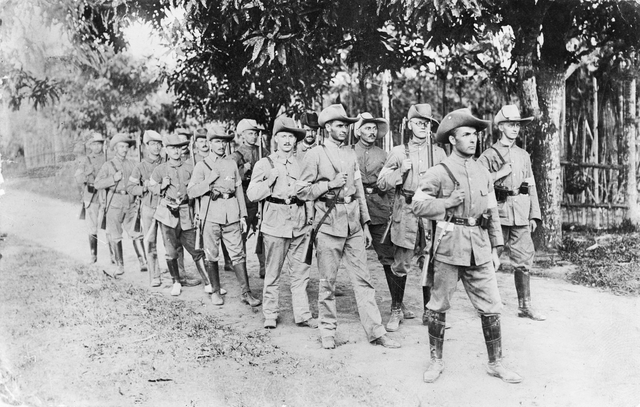
Deutsche Reservisten in Deutsch-Neuguinea kurz nach Kriegsbeginn

Im Pazifik operierte unter dem Kommando von Graf von Spee das deutsche Ostasiengeschwader. Das Geschwader war 1914 durch Kohlemangel geschwächt und kreuzte auf der Flucht vor feindlichen Schiffen und auf der Suche nach Kohle durch den Pazifischen Ozean. Strategisches Rückgrat der deutschen Truppen war das Netz von Kolonial-Funkstationen in ihren Kolonien, mithilfe derer Truppenbewegungen geplant und koordiniert wurden. Die AN&MEF konzentrierte sich auf diese strategisch wichtigen Stationen. Die Station in Bita Paka war erst Anfang August 1914 notdürftig in Betrieb genommen worden. Die Nachricht vom Kriegsausbruch in Europa wurde dort am 5. August 1914 um 22:15 Uhr empfangen. Im Unterschied zu seinem Amtskollegen auf Samoa war Eduard Haber als deutscher Befehlshaber in Neuguinea fest entschlossen, die Station verteidigen zu lassen. Er vertrat Gouverneur Albert Hahl, der heim ins Reich gereist war. Bei Kriegsbeginn befand sich allerdings auch Haber auf einer Expedition bei Madang (damals Friedrich-Wilhelmshafen) in Kaiser-Wilhelms-Land, er kehrte erst am 13. August 1914 auf die Insel Neubritannien (damals Neupommern) zurück. Habers Referent, Adolf Schlettwein, rief am 6. August 1914 den Kriegszustand aus und verlegte am Mittag des 6. August den Verwaltungssitz von Rabaul etwa zehn Kilometer landeinwärts nach Tamo. Zu diesem Zeitpunkt bestand die Kolonialpolizei von gesamt Deutsch-Neuguinea aus 16 Deutschen und ca. 600 Melanesiern. Davon waren ca. 120 melanesische Polizisten in Rabaul eingesetzt. Diese Zahl wurde bis zum Gefecht auf ca. 240 Mann erhöht. Etwa die Hälfte der melanesischen Polizisten hatte keinerlei Erfahrung im Umgang mit Waffen.  Ergänzend wurden etwa 50  bis 60 deutsche Reservisten einberufen und nach kurzer Einweisung mit den anderen Bewaffneten bei Herbertshöhe und Bita Paka zusammengezogen.

## Funkstelle Bita Paka

Das Kampfgebiet auf der Gazelle-Halbinsel: Bita Paka liegt etwas südöstlich von Herbertshöhe (rot unterstrichen); Toma liegt etwa am Varzinberg

Die umkämpfte Station Bita Paka lag nahe an der Küste, flankiert von den damaligen deutschen Niederlassungen Herbertshöhe und Kabakaul im Nord-Osten der Gazelle-Halbinsel. Der provisorische Verwaltungssitz und Rückzugsort der Deutschen befand sich einige Kilometer westlich der Funkstation am deutschen „Erholungsheim“ und der Polizeistation von Toma.

## Verlauf

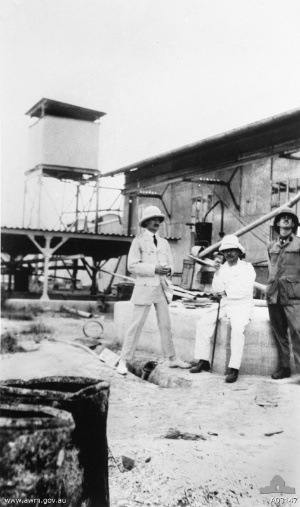
Die Funkstation nach ihrer Einnahme, in der Mitte Oberst William Holmes, Kommandeur der AN&MEF

Am 10. September 1914 erreichten die Schiffe der Australian Naval and Military Expeditionary Force, der australische Schlachtkreuzer Australia, die Kreuzer Melbourne, Sydney und Encounter, das Kanonenboot Protector, zwei U-Boote und drei Torpedobootzerstörer das Seegebiet vor Rabaul und Herbertshöhe. Die Flotte wurde ergänzt durch den Truppentransporter Berrima, ein Lazarettschiff und mehrere Kohlendampfer. Am 11. September 1914 landete eine kleine Gruppe der AN&MEF an und nahm ohne Widerstand bis 7:30 Uhr die Stadt Herbertshöhe.
Eine australische Truppe unter Leutnant Rowland Bowen brach von Rabaul nach Bita Paka auf. Die Distanz zwischen den Orten beträgt circa sieben Kilometer. Die AN&MEF mied die Straßen und schlug sich durch den Regenwald. Nach zwei Kilometern mühsamen Vorankommens überraschte sie eine Truppe von 25 Deutschen und Melanesen und nahmen unter anderem die Offiziere Wuchert und Mayer gefangen. Außerdem eroberte sie einige wichtige Landmarken der Region. Später stand die Truppe von Bowen einer gut aufgestellten Linie von deutschen Reservisten und melanesischen Polizisten gegenüber. Außerdem schossen Scharfschützen aus den Baumkronen auf die Australier. Bowens Truppe kam nicht voran und wartete auf Verstärkung; in dieser Zeit fielen die sieben AN&MEF-Soldaten. Um circa 10:00 Uhr traf die Verstärkung ein, und die Situation verbesserte sich für die Australier. Nachdem die deutsche Linie durchbrochen werden konnte, erreichten die Angreifer 500 Meter weiter eine zweite deutsche Linie, die durch einen Graben gesichert war. Es kam zu heftigen Gefechten, in denen unter anderem Bowen getötet wurde. Ein halbes Bataillon unter Leutnant Charles Elwell erreichte die Kampfhandlungen, Elwell übernahm das Oberkommando. Die Deutschen hatten provisorisch das Gebiet vermint, indem sie einen Graben aushoben und mit Sprengstoff füllten. Die Australier entdeckten diesen und entschärften ihn. Unter Elwell fand ein Großangriff über die Flanke statt, um den Hauptgraben der Deutschen einzunehmen. Unter Verlusten gelang es den Australiern, die zweite deutsche Linie zu überwinden und zwanzig deutsche und melanesische Soldaten gefangen zu nehmen. Kurz vor der Funkstation errichteten die Deutschen eine letzte Verteidigungslinie, von wo aus sie mit einem Gegenangriff die Angreifer kurz aufhalten konnten. Sie kapitulierten jedoch schließlich ob der zahlenmäßigen Überlegenheit der AN&MEF. Die Australier befürchteten zunächst eine Falle und reagierten nicht. Später stürmten die Australier den letzten Gefechtsgraben, die Deutschen waren jedoch bereits geflüchtet. Sie hatten den Sendemast abgebaut, dabei allerdings die Sender-Geräte zurückgelassen.

## Folgen
Etwa ein Viertel der Verteidiger ergab sich oder desertierte. Auf deutscher Seite starben circa dreißig Melanesier. Durch die Niederlage bei Bita Paka war die deutsche Kolonialherrschaft über Papua-Neuguinea de facto beendet. Die deutschen Truppen unter Haber flohen nach Toma, wo sie von den Australiern gestellt wurden; sie kapitulierten am 17. September 1914. Die übrigen deutschen Niederlassungen in Papua-Neuguinea wurden bis Januar 1915 durch australische Streitkräfte der AN&MEF besetzt.

## Gedenken
In der Nähe der früheren Kolonial-Funkstation befindet sich heute ein Soldatenfriedhof. Auf ihm wird neben zahlreichen Gefallenen des Zweiten Weltkrieges auch jenen von 1914 gedacht. An die bei Bita Paka gefallenen Australier erinnerte 2014 eine Sondermarke in einer Serie der australischen Post zum Ersten Weltkrieg.